# Amnesteophis melanauchen
Amnesteophis melanauchen is een slang uit de familie toornslangachtigen (Colubridae) en de onderfamilie Dipsadinae. Het is de enige soort uit het monotypische geslacht Amnesteophis.

## Naam en indeling
De wetenschappelijke naam van de soort werd voor het eerst voorgesteld door Georgio Jan in 1863. Oorspronkelijk werd de naam Enicognathus melanauchen gebruikt en later werd de slang tot het geslacht Liophis gerekend.

## Verspreiding en habitat
Amnesteophis melanauchen komt voor in delen van Zuid-Amerika en leeft endemisch in Brazilië, alleen in de staat Bahia. Over de habitat is weinig bekend.

## Beschermingsstatus
Door de internationale natuurbeschermingsorganisatie IUCN is de beschermingsstatus 'onzeker' toegewezen (Data Deficient of DD).